# Небольсин, Александр Григорьевич
Александр Григорьевич Небольсин (Неболсин) (1842—1917) — российский педагог, деятель технического образования, автор научных работ.
Родился в семье экономиста Григория Павловича Небольсина.
Образование получил в Александровском лицее, окончив это учебное заведение в 1862 году. Работал в Центральном статистическом комитете при Министерстве внутренних дел, затем состоял чиновником особых поручений V класса Министерства финансов; с 24 декабря 1886 года — член учёного комитета Министерства народного просвещения по техническому и профессиональному образованию.
Был также председателем постоянной комиссии по техническому и профессиональному образованию при Императорском русском техническом обществе: с 1872 года был её членом и с 1887 года до конца жизни председателем.
С 1892 года состоял редактором журнала «Техническое образование» (с 1908 года — «Техническое и коммерческое образование»), издававшегося постоянной комиссией по техническому образованию при Императорском русском техническом обществе. В 1889—1890, 1895—1896 и 1903—1904 годах им было организовано проведение всероссийских съездов по техническому и профессиональному образованию. Кроме того, его усилиями в Санкт-Петербурге было основано более 50 разнообразных курсов и технических школ для детей рабочих. Лично разрабатывал программы обучения рабочим специальностям (в том числе для детей) и просветительские программы для рабочих.
Главные работы: «Историко-статистический очерк общего и специального образования в России» (1882; написан коллективом авторов под его руководством), «Notice statistique sur les industries textiles en Russie» (1873), «Законодательство о фабричных и торговых клеймах в иностранных государствах» (1893).
С 1 января 1880 года — действительный статский советник. Имел российские и иностранные награды: Св. Станислава 1-й ст (1889), Св. Владимира 3-й ст., офицерский крест ордена Почётного легиона.
Последним адресом Александра Григорьевича в Санкт-Петербурге стал доходный дом княгини С. Д. Куракиной на Пушкинской улице (дом № 12). В 1993 году на фасаде здания установлена мемориальная доска.